# Coprinellus singularis
Coprinellus singularis är en svampart som tillhör divisionen basidiesvampar, och som först beskrevs av C.B. Uljé, och fick sitt nu gällande namn av Redhead, Vilgalys och Jean-Marc Moncalvo. Coprinellus singularis ingår i släktet Coprinellus, och familjen Psathyrellaceae. Arten har ej påträffats i Sverige.